# کارلوس دنگلر
کارلوس دنگلر (انگلیسی: Carlos Dengler) ؛ زادهٔ ۲۳ آوریل ۱۹۷۴ میلادی) یک موسیقی‌دان اهل ایالات متحده آمریکا است. وی میان سال‌های ۱۹۹۸ تا ۲۰۱۰ میلادی فعالیت می‌کرد.